# Voetbalkampioenschap van het Ertsgebergte 1925/26
In 1925/26 werd het zesde voetbalkampioenschap van het Ertsgebergte gespeeld, dat georganiseerd werd door de Midden-Duitse voetbalbond. Viktoria Lauter werd kampioen en plaatste zich zo voor de Midden-Duitse eindronde. De club verloor van VfL Zwickau
Dit seizoen mocht ook de vicekampioen naar een aparte eindronde waarvan de winnaar nog kans maakte op de nationale eindronde. Thalheim verloor meteen van VfB Glauchau 1907.

## Gauliga
| Plaats | Club                    | Wed. | W  | G | V | Saldo | Ptn.  |
| ------ | ----------------------- | ---- | -- | - | - | ----- | ----- |
| 1.     | FC Viktoria 1913 Lauter | 12   | 10 | 0 | 2 | 50:20 | 20:4  |
| 2.     | FC Tanne Thalheim       | 12   | 9  | 1 | 2 | 41:21 | 19:5  |
| 3.     | SV Sturm 1901 Beierfeld | 12   | 6  | 1 | 5 | 38:30 | 13:11 |
| 4.     | TuS Alemannia 1908 Aue  | 12   | 4  | 1 | 7 | 25:34 | 9:15  |
| 5.     | BC Olympia Grünhain     | 12   | 4  | 1 | 7 | 24:34 | 9:15  |
| 6.     | VfB 1914 Zwönitz        | 12   | 4  | 0 | 8 | 27:34 | 8:16  |
| 7.     | FC Saxonia Bernsbach    | 12   | 3  | 0 | 9 | 14:46 | 6:18  |

|  | Kampioen, geplaatst voor Midden-Duitse eindronde           |
|  | Geplaatst voor Midden-Duitse eindronde voor vicekampioenen |
|  | Degradatie                                                 |